# جو أوكونور
جو أوكونور (بالإنجليزية: Joe O'Connor)‏ هو لاعب سنوكر بريطاني، ولد في 8 نوفمبر 1995 في ليستر في المملكة المتحدة.

## روابط خارجية
- جو أوكونور على موقع CueTracker.net (الإنجليزية)
- جو أوكونور على موقع بطولة العالم للسنوكر (الإنجليزية)